# باري هاينز
باري هاينز (بالإنجليزية: Barry Hines)‏‏ (30 يونيو 1939 - 18 مارس 2016 في جنوب يوركشير) كاتب، وكاتب سيناريو، وروائي من المملكة المتحدة.

## الجوائز
- زميل في الجمعية الملكية للأدب

## روابط خارجية
- باري هاينز على موقع IMDb (الإنجليزية)
- باري هاينز على موقع ألو سيني (الفرنسية)
- باري هاينز على موقع أول موفي (الإنجليزية)
- باري هاينز على موقع قاعدة بيانات الأفلام السويدية (السويدية)
- باري هاينز على موقع قاعدة بيانات الفيلم (الإنجليزية)
- باري هاينز على موقع كينوبويسك (الروسية)